# Appretur
Appretur (förr äv. appretyr) är efterbearbetning av textila material. Den syftar till att ge bestämda egenskaper, exempelvis styvhet och glans, åt garn, tyg och trikå som är blekt, färgat, eller tryckt. Appretur kan vara mekanisk, kemisk eller en kombination av båda. En förr använd yrkestitel för den som appreterar var appretör.
Ordet appretur används även om det medel man använder (appreturmedel), och det resultat, t.ex. styvheten, som uppnås.
Vanligast är att man appreterar ett tyg för att göra det styvare och ge det ett bättre fall. För detta används ämnen som stärkelse, dextrin och gummi. För att impregnera ett tyg mot väta används vax, silikoner, plast med mera. Med hjälp av talk, gips, krita och dylikt kan man göra ett tyg tyngre.
Appreteringen tillhör de sista momenten i textiltillverkningen. I vidare mening kan man till denna också hänföra andra slutmoment som blekning, mangling, färgning etc.
I läder-, skinn- och pappersindustrierna innebär appreteringen ytbehandling av produkterna, t.ex. glättning av papper. Syftet är även här att åstadkomma såväl kvalitativa ( t.ex. vattenavstötande) som rent estetiska effekter.

## Bearbetningprocedurer
Olika slag av tyger genomgår olika slag av appretering. Minst behövs enklare oblekta vävnader i bomull och linne behandlas. De behöver endast genomgå en putsning och rensning. Blekta material måste genomgå mer omfattande procedurer genom att svedas, tvättas och bykas, genomgå blekande bad, göras styva, manglas och pressas. Ofta upprepas vissa delar av behandlingen flera gånger för att lämpligt resultat skall uppnås. Somliga bomullstyger ruggas på en eller båda sidor andra genomgår mercerisering för att erhålla silkesglans.
Appretering av ylletyger är mycket varierande med användning av en rad olika specialmaskiner för de olika resultat man vill uppnå. Särskilt är appretering av kläde och liknande tyger omständligt. Efter lagning och mekaniskt avlägsanande av knutar och främmande ämnen tvättas tyget och rensas, ibland i bad av någon utspädd syra, som fräter bort vissa föroreningar, vilka vid en efterföljande torkning och upphettning smulas sönder. En noggrann sköljning måste därefter göras. Tyget blir tätt och filtaktigt genom valkning, vilken sker i maskiner som bultar, klubbar eller knådar materialet. Efter ytterligare tvättning ruggas ytan och håren överskäres till lika höjd. Skall däremot all ludd avlägsnas, sker det genom svedning över gaslågor. En avputsning av tyget följer därefter genom borstning varefter det slutligen pressas och då kan få en mönsterornering med hjälp av olika apparater. Kamgarnstyger valkas ej och ruggas ej annat än undantagsvis och då endast på ena sidan.
Även sidentyger genomgår appretering, bland annat skrapning. De kan genom pressning erhålla ett moaréartat utseende. En annan procedur är förtyngningen genom sidenets impregnering med metallsalter.